# Protagoniste

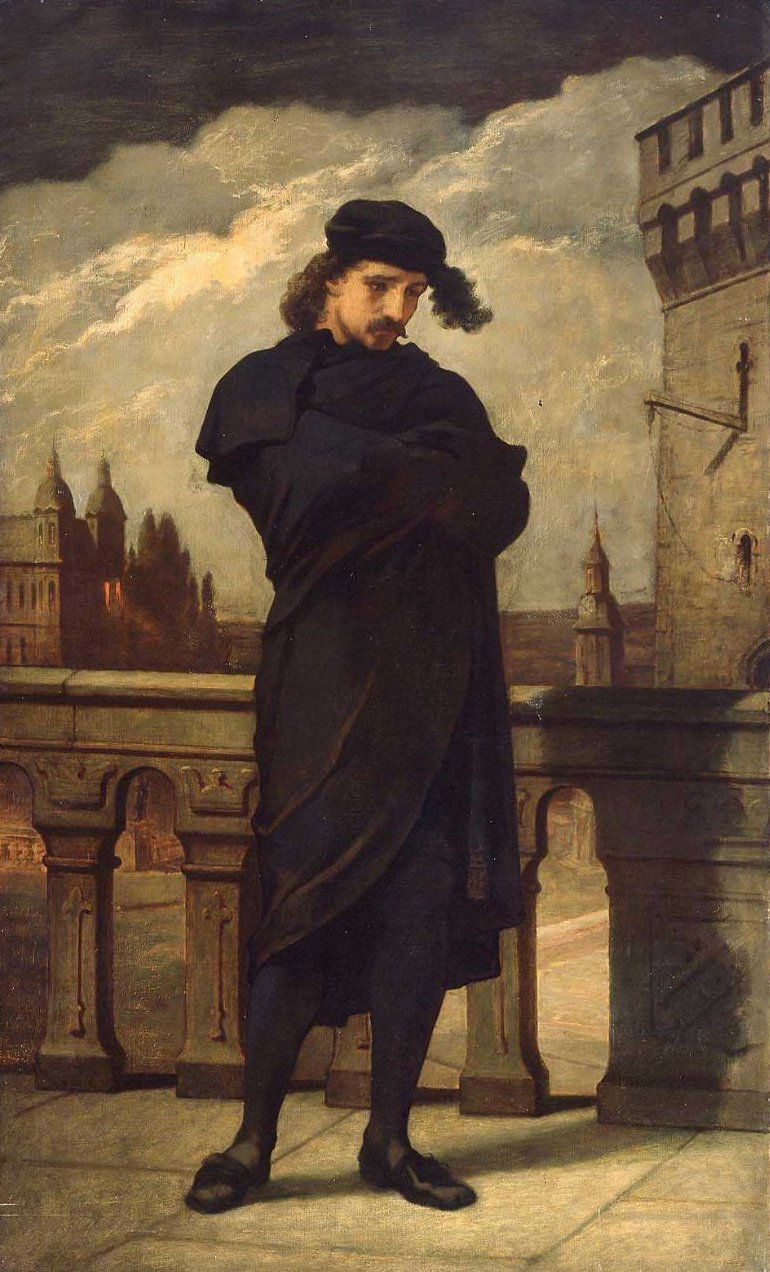
Hamlet de Shakespeare, huile sur toile de William Morris Hunt, vers 1864.

Un protagoniste (du mot grec πρωταγωνιστής / prōtagōnistḗs, « acteur principal » dans le théâtre grec antique) désigne d'abord un acteur jouant le personnage principal, puis, par extension de sens, celui qui tient un rôle de premier plan ou le rôle d'un personnage clé dans la littérature, théâtre, cinéma ou récit. Autour de lui se développent les événements d'une histoire et pour lui le public est souvent censé éprouver de l'empathie.
Les termes « protagoniste », « personnage principal » et « héros » ne sont pas équivalents et dépendent de leur origine et du contexte. Dans la fiction, l'histoire du protagoniste peut être racontée à partir des perspectives d'un personnage différent (qui peut également, mais pas nécessairement, être le narrateur). Un exemple notable est qu'un narrateur raconte le destin de protagonistes.
Dans La Dramaturgie, Yves Lavandier définit le protagoniste d'une œuvre dramatique comme le personnage qui vit le plus de conflit dynamique et, par conséquent, celui avec lequel le spectateur tend à s'identifier. Alors que le personnage principal, toujours d'après Yves Lavandier, est le personnage qui correspond au sujet de l'œuvre. Ainsi, Tartuffe, le dévot hypocrite, est le personnage principal de Le Tartuffe. Mais il n'en est clairement pas le protagoniste (d'autant qu'il n'apparaît qu'à l'Acte III). De même, le robot joué par Arnold Schwarzenegger est le personnage principal de Terminator mais pas du tout son protagoniste. Il est l'antagoniste du film.

## Types de Protagonistes

### Héros/Héroïne
En termes littéraires, un héros (masculin) ou une héroïne (féminin), sont des protagonistes admirés pour leurs réussites et leurs qualités. Les Héros sont appréciés pour leur courage, force, vértus ou honneur. Ils sont considérés comme les "Bons Personnages" de l'histoire.
Les meilleurs exemples sont Superman, Spider-man ou Wonder Woman. Comme dans des romans Harry Potter ou Katniss Everdeen.

### Antihéros
L'antihéros est le protagoniste d'une histoire auquel manquent certaines ou la totalité des qualités conventionnelles d'un héros. Mais aussi des idéaux comme le courage ou la justice.
Certains exemples sont Holden Caufield en L'Attrape-cœurs, Scarlett O'Hara en Autant en emporte le vent, ou Jay Gatsby en Gatsby le Magnifique.

### Le héros tragique
Un héros tragique est le protagoniste d'une tragédie.
Par exemple Œdipe, ou Hamlet des œuvres homologues.

## Condition de «protagoniste»
Tout protagoniste se reconnaît par sa condition en elle-même. L'ensemble des protagonistes s'emploie à poursuivre l'intégralité des règles inhérentes à ce statut, qu'elles aient préalablement été révélées ou non. Par exemple, il est cité dans les premières règles écrites à Kuala Lumpur : « tout protagoniste [se reconnaît] de bonne foi… ».
À noter que la définition anglaise de protagonist se rapproche beaucoup plus de cet état lorsqu'elle évoque un champion d'une cause particulière ou une idée.